# Viola Reggio Calabria 2018-2019
La Viola Reggio Calabria ha preso parte al campionato di Serie B 2018-2019, classificandosi al 5ºposto nel girone D e arrivando alle semifinali del tabellone 4 dei Play-off. A seguito del mancato pagamento della sesta rata nazionale entro il 16 aprile 2019 la squadra è stata esclusa dal campionato..

## Maglie
Il fornitore ufficiale del materiale tecnico per la stagione 2018-2019 è Erreà. Il main sponsor per questa stagione è Mood Project, oltre a questo la parte frontale della maglia vede la pizzeria Fratelli Labufala. Le maglie della stagione vedranno l'arancione come colore dominante nella maglia Home e il nero nella maglia Away.

## Roster
| Viola Reggio Calabria 2018-19 | Viola Reggio Calabria 2018-19 |
| Giocatori                     | Staff tecnico                 |
| ----------------------------- | ----------------------------- |

| N. | Naz.               | Ruolo | Nome               | Anno | Alt.   | Peso   |  |
| -- | ------------------ | ----- | ------------------ | ---- | ------ | ------ |  |
| 8  | Italia (bandiera)  | G     | Matteo Falluca (C) | 1993 | 197 cm | 98 kg  |  |
| 9  | Italia (bandiera)  | P     | Allen Agbogan      | 1997 | 183 cm | 78 kg  |  |
| 10 | Italia (bandiera)  | A     | Tommaso Carnovali  | 1993 | 196 cm | 82 kg  |  |
| 11 | Italia (bandiera)  | P     | Donato Vitale      | 1998 | 185 cm | 78 kg  |  |
| 12 | Italia (bandiera)  | P     | Filippo Alessandri | 1989 | 185 cm | 78 kg  |  |
| 23 | Senegal (bandiera) | C     | Yande Fall         | 1990 | 199 cm | 97 kg  |  |
| 32 | Italia (bandiera)  | G     | Vittorio Nobile    | 1995 | 193 cm | 91 kg  |  |
| 98 | Italia (bandiera)  | C     | Alessandro Paesano | 1993 | 200 cm | 100 kg |  |

| Allenatore                                                            |
| - Francesco Trimboli                                                  |
| Assistente/i                                                          |
| - Nessuno Legenda - (C) Capitano - (IN) Inattivo - Infortunato Roster |

## Risultati

### Play-off
| Pescara 28 aprile 2019, ore 18:00 Semifinali Gara 1 | Amatori Pescara | 67 – 71 (21-16, 15-16, 14-15, 17-24) referto | Pallacanestro Viola | PalaElettra |

| Reggio Calabria 1 maggio 2019, ore 18:00 Semifinali Gara 2 | Pallacanestro Viola | 88 – 83 (14-16, 27-17, 24-8, 21-41) referto | Amatori Pescara | PalaCalafiore |

## Statistiche

### Statistiche di squadra
| Competizione | G  | V  | P | Pt   | 2PT   | 3PT  | TL   | Rimbalzi | Rimbalzi | Rimbalzi | Stop | Palle | Palle | Ass   |
| Competizione | G  | V  | P | Pt   | 2PT   | 3PT  | TL   | Off      | Dif      | Tot      | Stop | Perse | Rec.  | Ass   |
| ------------ | -- | -- | - | ---- | ----- | ---- | ---- | -------- | -------- | -------- | ---- | ----- | ----- | ----- |
| Serie B      | 30 | 21 | 9 | 76.8 | 20.1  | 8    | 12.6 | 8.2      | 26.1     | 34.3     | 1.6  | 11.4  | 5.5   | 16.3  |
| Playoff      | 2  | 2* | 0 | 0*   | 12    | 10.5 | 24   | 7.5      | 25.5     | 33       | 2    | 10    | 9     | 14    |
| Totale       | 32 | 23 | 9 | 76.8 | 16.05 | 9.25 | 18.3 | 7.85     | 25,8     | 33.65    | 1.8  | 10.7  | 7.25  | 15.15 |

Note: Società esclusa dal Campionato al termine delle semifinali Play-off

### Statistiche giocatori
| Giocatore          | Serie B | Serie B | Serie B | Serie B | Serie B Playoff | Serie B Playoff | Serie B Playoff | Serie B Playoff | Totale | Totale | Totale | Totale |
| Giocatore          | PG      | PTI     | AST     | RIM     | PG              | PTI             | AST             | RIM             | PG     | PTI    | AST    | RIM    |
| ------------------ | ------- | ------- | ------- | ------- | --------------- | --------------- | --------------- | --------------- | ------ | ------ | ------ | ------ |
| Tommaso Carnovali  | 30      | 369     | 65      | 89      | 2               | 39              | 14              | 3               | 32     | 408    | 103    | 68     |
| Alessandro Paesano | 30      | 356     | 31      | 128     | 2               | 27              | 12              | 1               | 32     | 383    | 140    | 32     |
| Matteo Fallucca    | 26      | 335     | 54      | 86      | 2               | 23              | 6               | 1               | 28     | 358    | 92     | 55     |
| Yande Fall         | 29      | 323     | 18      | 245     | 2               | 16              | 17              | 2               | 31     | 339    | 262    | 20     |
| Filippo Alessandri | 30      | 264     | 122     | 84      | 2               | 10              | 6               | 7               | 32     | 274    | 90     | 129    |
| Vittorio Nobile    | 28      | 224     | 64      | 93      | 2               | 16              | 3               | 4               | 30     | 240    | 96     | 68     |
| Allen Agbogan      | 30      | 177     | 64      | 137     | 2               | 7               | 2               | 6               | 32     | 184    | 139    | 70     |
| Donato Vitale      | 29      | 135     | 51      | 53      | 2               | 21              | 6               | 4               | 31     | 156    | 59     | 55     |
| Mattia Mastroianni | 12      | 104     | 20      | 47      | 0               | 0               | 0               | 0               | 12     | 104    | 20     | 47     |
| Simone Ciccarello  | 5       | 13      | 1       | 8       | 0               | 0               | 0               | 0               | 5      | 13     | 1      | 8      |
| Dordije Grgurovic  | 7       | 3       | 0       | 7       | 0               | 0               | 0               | 0               | 7      | 3      | 0      | 7      |
| Andrea Muià        | 2       | 2       | 0       | 2       | 0               | 0               | 0               | 0               | 2      | 2      | 0      | 2      |
| Antonino Gullì     | 1       | 0       | 0       | 0       | 0               | 0               | 0               | 0               | 1      | 0      | 0      | 0      |
| Giovanni Scialabba | 4       | 0       | 0       | 2       | 0               | 0               | 0               | 0               | 4      | 0      | 0      | 2      |